# ناماور یکم
استندار نماور پور نصیرالدوله شهریار یا نامور یکم هفدهمین فرمانروای دودمان پادوسپانیان بود که میان سال‌های ۴۳۴ تا ۴۶۸ هجری در رویان حکومت داشت. در ۳۴ سال حکومت وی، هیچ‌کسی به قلمرو پادوسپانان تعرض نکرد.